# Victoria Carlová
Victoria Carlová (* 31. července 1995 Zella-Mehlis) je německá běžkyně na lyžích, olympijská vítězka ve sprintu dvojic na Zimních olympijských hrách 2022.

## Výsledky

### Výsledky ve Světovém poháru
| Sezóna  | Věk | Sezónní výsledky | Sezónní výsledky | Sezónní výsledky | Sezónní výsledky | Výsledky na Ski Tour | Výsledky na Ski Tour | Výsledky na Ski Tour | Výsledky na Ski Tour |
| Sezóna  | Věk | Celkově          | Distance         | Sprinty          | U23              | Nordic Opening       | Tour de Ski          | Ski Tour 2020        | WC Final             |
| ------- | --- | ---------------- | ---------------- | ---------------- | ---------------- | -------------------- | -------------------- | -------------------- | -------------------- |
| 2012/13 | 17  | NC               | NC               | —                | —                | —                    | DNF                  | —                    | —                    |
| 2013/14 | 18  | 114.             | NC               | 78.              | —                | 27.                  | —                    | —                    | —                    |
| 2016/17 | 19  | 75.              | 54.              | 66.              | 10.              | DNF                  | DNF                  | —                    | —                    |
| 2016/17 | 20  | 69.              | 64.              | 50.              | 14.              | —                    | —                    | —                    | —                    |
| 2016/17 | 21  | 56.              | 35.              | NC               | 9.               | 45.                  | DNF                  | —                    | 27.                  |
| 2017/18 | 22  | 37.              | 38.              | 37.              | 8.               | 20.                  | DNF                  | —                    | 16.                  |
| 2018/19 | 23  | 54.              | 33.              | 47.              | —                | 29.                  | DNF                  | —                    | —                    |
| 2019/20 | 24  | 33.              | 22.              | 80.              | —                | 15.                  | DNF                  | —                    | —                    |
| 2020/21 | 25  | 44.              | 34.              | 36.              | —                | DNF                  | —                    | —                    | —                    |
| 2021/22 | 26  | 26.              | 15.              | 37.              | —                | —                    | DNF                  | —                    | —                    |
| 2022/23 | 27  | 19.              | 14.              | 31.              | —                | —                    | DNF                  | —                    | —                    |
| 2023/24 | 28  | 4.               | 2.               | 16.              | —                | —                    | 9.                   | —                    | —                    |
| 2024/25 | 29  | 2.               | 3.               | 12.              | —                | —                    | 8.                   | —                    | —                    |

### Výsledky na OH
| Rok  | Věk | 10 km | 15 km skiatlon | 30 km hromadný start | sprint | 4 × 5 km štafeta ženy | sprint dvojic |
| ---- | --- | ----- | -------------- | -------------------- | ------ | --------------------- | ------------- |
| 2018 | 22  | 19.   | 20.            | 25.                  | —      | 6.                    | —             |
| 2022 | 26  | —     | —              | 12.                  | 10.    | 2.                    | 1.            |

### Výsledky na MS
| Rok  | Věk | 10 km | 15 km skiatlon | 30 km hromadný start | sprint | 4 × 5 km štafeta ženy | sprint dvojic |
| ---- | --- | ----- | -------------- | -------------------- | ------ | --------------------- | ------------- |
| 2015 | 19  | —     | 29.            | 29.                  | 38.    | 6.                    | —             |
| 2017 | 21  | 21.   | 15.            | 37.                  | 23.    | —                     | —             |
| 2019 | 23  | —     | —              | 9.                   | 5.     | 4.                    | 6.            |
| 2021 | 25  | 14.   | —              | —                    | —      | 5.                    | 9.            |
| 2023 | 27  | 14.   | —              | —                    | 23.    | 2.                    | 4.            |
| 2025 | 29  | 14.   | 9.             | —                    | 15.    | 3.                    | —             |